# Нещеров
Не́щеров (укр. Нещерів) — село, входит в Обуховский район Киевской области Украины.
Население по переписи 2001 года составляло 454 человека. Почтовый индекс — 08708. Телефонный код — 4572. Занимает площадь 4 км². Код КОАТУУ — 3223186201.

## Местный совет
08708, Київська область, Обухівський район, с. Нещерів, вул. Пугачова, 4а; тел. 41-6-18 (укр.)